# 西弗吉尼亚州参议院
西弗吉尼亚参议院（英語：West Virginia Senate）是美国西弗吉尼亚议会的上議院，議長由全體參議員互選產生，並自動獲得副州長的頭銜。西弗吉尼亚州分为17个参议院选区，每个选区應選出兩位参议员，任期4年。